# سامي مكارم
سامي مكارم(14 نيسان 1931 - 21 آب 2012) كان عالمًا وكاتبًا وشاعرًا وفنانًا لبنانيًا درزيًا؛ ولد في قرية عيتات في قضاء عاليه وهو معروف بمساهماته الأكاديمية في مجالات الدراسات الإسلامية والتصوف والتاريخ الإسلامي.
حصل على درجة البكالوريوس في الأدب والفلسفة عام 1954 ودرجة الماجستير في الأدب العربي عام 1957 من الجامعة الأميركية في بيروت . وفي عام 1963 حصل على درجة الدكتوراه في دراسات الشرق الأوسط من جامعة ميشيغان، حيث قام بتدريس اللغة العربية وتخصص في الدراسات الباطنية الإسلامية.

## الحياة المهنية
- وفي تموز 1963 عاد إلى لبنان ليدرّس الفكر الإسلامي في الجامعة اللبنانية. وفي عام 1964، عُين أستاذًا مساعدًا في الجامعة الأميركية في بيروت، حيث قام بتدريس الأدب العربي والفكر الإسلامي.
- وفي عام 1970 رُقي إلى رتبة أستاذ مشارك في الجامعة الأميركية في بيروت، ثم رُقي إلى رتبة أستاذ كامل لتدريس الأدب العربي والفكر الإسلامي والتصوف. كما شغل منصب رئيس قسم الأدب العربي ولغات الشرق الأدنى مرتين: من عام 1975 إلى عام 1978، ومن عام 1993 إلى عام 1996. عمل أستاذًا غير متفرغ في الجامعة اللبنانية من عام 1977 إلى عام 1981. وكان أيضًا مديرًا لمركز دراسات الشرق الأوسط في الجامعة الأمريكية في بيروت، من عام 1975 حتى عام 1978.[2]

## الأعمال
ألف الأستاذ سامي مكارم أكثر من خمسة وعشرين كتابًا يتعلق بشكل رئيس بالتاريخ والدراسات الإسلامية والتاريخ اللبناني والدين الدرزي، بالإضافة إلى عدد كبير من المقالات في الدوريات المتخصصة المختلفة، ومئات الأعمال الفنية.

### الكتب
- الشعر العربي في لبنان بين الحربين العالميتين (الشعر العربي في لبنان بين الحربين العالميتين)، 1957
- الشافعية ، قصيدة إسماعيلية منسوبة إلى شهاب الدين أبو فراس (طبعة وترجمة إلى الإنجليزية مع ملاحظات ومقدمة بقلم سامي مكارم)، 1966
- شيراز مدينة الأولياء والشعراء ، ترجمة كتاب أ. أربري "شيراز مدينة الأولياء والشعراء" باللغة الفارسية، 1966
- أضواء على مسلك التوحيد ، 1966
- الإسلام في مفهوم الموحدين (الإسلام في الفهم الدرزي)، 1970
- عقيدة الإسماعيليين، 1972
- العقيدة السياسية للإسماعيلية؛ الإمامة، 1979
- الحلاج، 1989، الطبعة الجديدة، 2004
- " عشيقات الله " (أولياء الله المحبون)، 1994
- الشيخ علي فارس ولي من القرن الثمين العشار (الشيخ علي فارس، قديس درزي من القرن الثامن عشر) 1998
- لبنان في عهد الأمراء التنوخيين (لبنان في عهد أمراء التنوخيين)، 2000
- التقية في الإسلام (2004).
- العرفان في مسلك التوحيد ، 2006

### شِعر
إضافة إلى إسهاماته الأكاديمية في مجالات الدراسات الإسلامية والتصوف والتاريخ الإسلامي وإسهاماته الفنية، نشر ثلاثة أعمال شعرية:
- مرآة على جبل قاف (1996).
- ضوء في مدينة الضباب (1999)
- قصائد حب على شاطئ المرآة (2004).

## روابط خارجية
- الموقع الرسمي لسامي مكارم
- سيرة سامي مكارم